# A History of British Fishes
A History of British Fishes est un livre d'histoire naturelle de William Yarrell, présenté en dix-neuf chapitres en 1835, puis relié en deux volumes lors de sa publication en 1836. Il s'agit d'un manuel décrivant individuellement chaque espèce de poissons nichés dans les eaux des îles britanniques.
William Yarrell est un libraire et marchand de journaux londonien qui occupe son temps libre à sa passion pour l'histoire naturelle et y engage une partie de ses revenus.
Grâce à son vaste réseau d'amis naturalistes, sa bibliothèque personnelle et collection de spécimens, et son accès aux principales bibliothèques, il recueille des informations pour ses écrits. A History of British Fishes et, en 1843, A History of British Birds sont ses ouvrages les plus connus.
Par sa combinaison de données scientifiques à jour, d'illustrations précises, de descriptions détaillées et d'anecdotes variées, A History of British Fishes est imprimé sur le même modèle que les livres d'histoire naturelle de Thomas Bewick. Les illustrations en gravure sur bois sont dessinées par Alexandre Fussell et gravées par John Thompson ; trois éditions et leurs deux suppléments sont publiés par la société de John Van Voorst, basée à Paternoster Row (Londres). La troisième édition est produite à titre posthume après la mort de William Yarrell survenue en 1856. Ce livre est un succès commercial et devient l'ouvrage de référence pour une génération d'ichtyologistes britanniques.

## Auteur

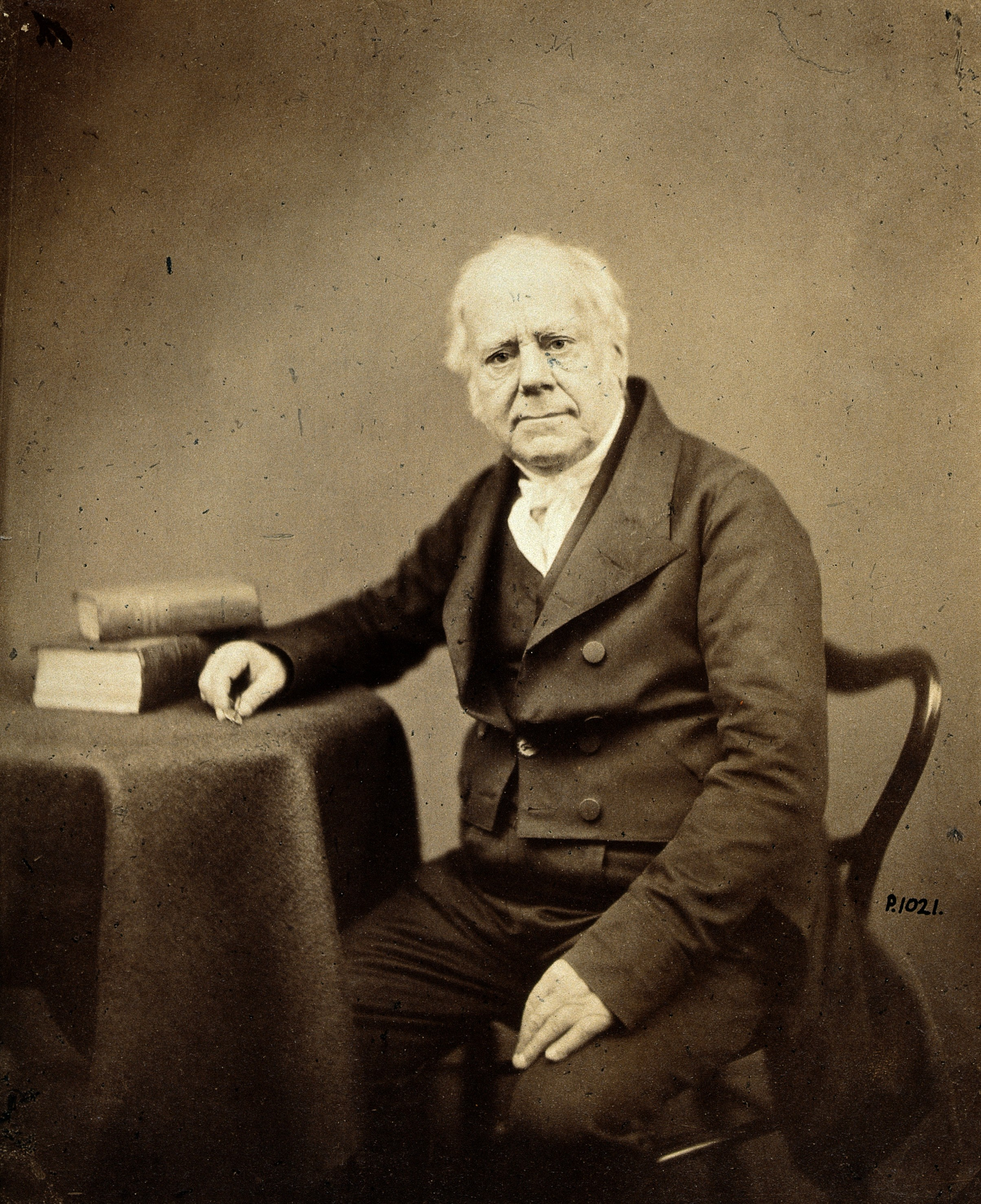
William Yarrell en 1855.

William Yarrell (1784–1856) est le fils de Francis Yarrell et de sa femme Sarah, née Blane. Le père de William et son cousin William Jones sont partenaires en tant que libraires et marchands de journaux à Londres. À la fin de ses études en 1803, William rejoint l'entreprise familiale qu'il hérite en 1850.
Grâce à son temps libre et ses revenus, William Yarrell peut s'adonner à ses passions, notamment la chasse et la pêche. Il commence à s'intéresser aux oiseaux rares en envoyant quelques spécimens au graveur et auteur Thomas Bewick puis devient un étudiant passionné d'histoire naturelle et un collectionneur d'oiseaux, de poissons et autres animaux sauvages. En 1825, il possède une importante collection de petits animaux terrestres et aquatiques.
Il connait certains des principaux naturalistes de son époque, qui vont l'aider dans la composition de ses livres et articles, notamment A History of British Fishes et, en 1843, A History of British Birds.

## Documentations

### Sources écrites

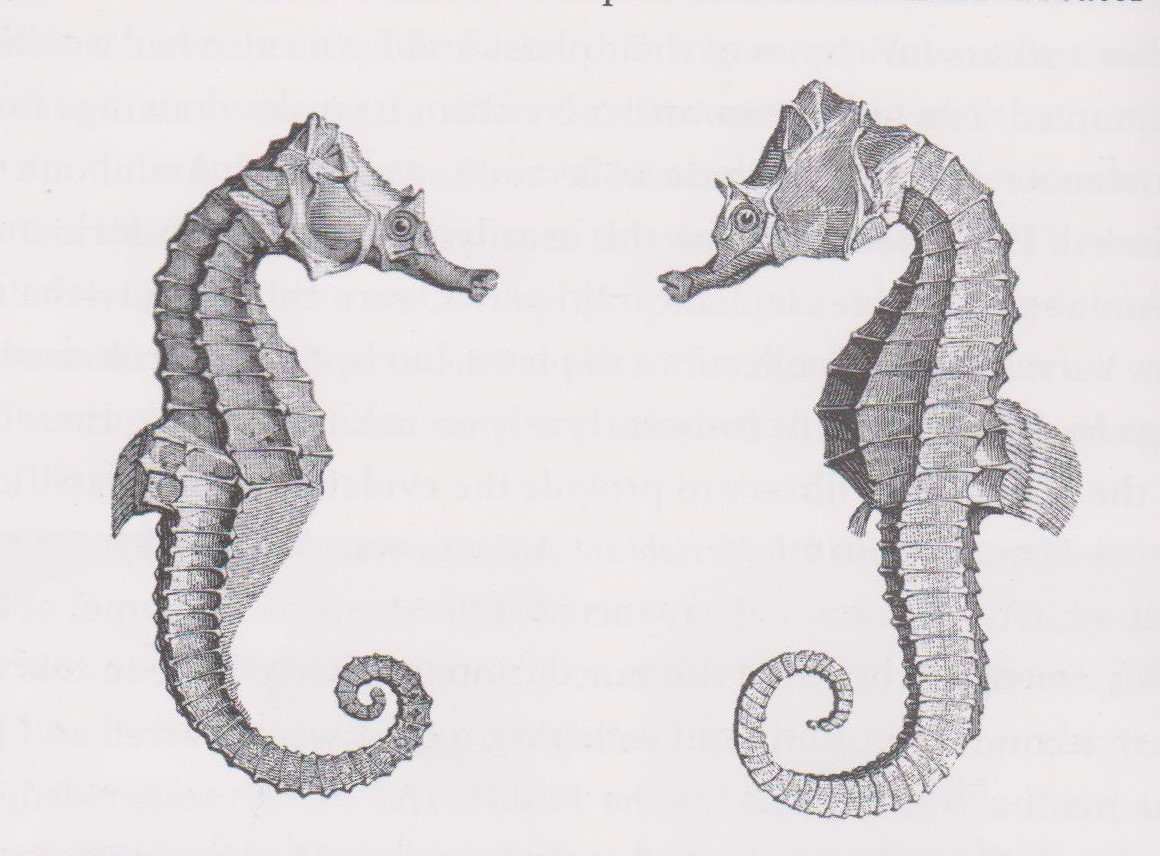
Yarrell a établi que les hippocampes mâles transportent des œufs fécondés dans une poche.

L'intérêt pour l'histoire naturelle a pris son essor au début du XIXe siècle et les auteurs naturalistes ont cherché à fournir des listes précises d'espèces vivant en Grande-Bretagne, avec des descriptions et autres informations pertinentes. Lorsque William Yarrell commence à s'intéresser aux poissons, les sources écrites se limitent à The Natural History of British Fishes (1802–1808) d'Edward Donovan, c'est le seul livre spécialisé relativement récent. Cependant, British Zoology (1812) de Thomas Pennant et A Natural History of British Quadrupeds (1808) de Thomas Bewick figurent parmi d'autres publications et comprennent quelques variétés de poissons britanniques.
Parmi les sources étrangères figurent l’Histoire naturelle des poissons (1828-1831) du baron Georges Cuvier et d'Achille Valenciennes, qui contient les descriptions de cinq mille espèces de poissons, et l'Allgemeine Naturgeschichte der Fische en douze volumes magnifiquement illustrés par Marcus Elieser Bloch (1782-1795). Cuvier et Valenciennes ont regroupé des espèces similaires, fournissant un ordre logique à leur livre, lui conférant une grande importance.

### Autres sources

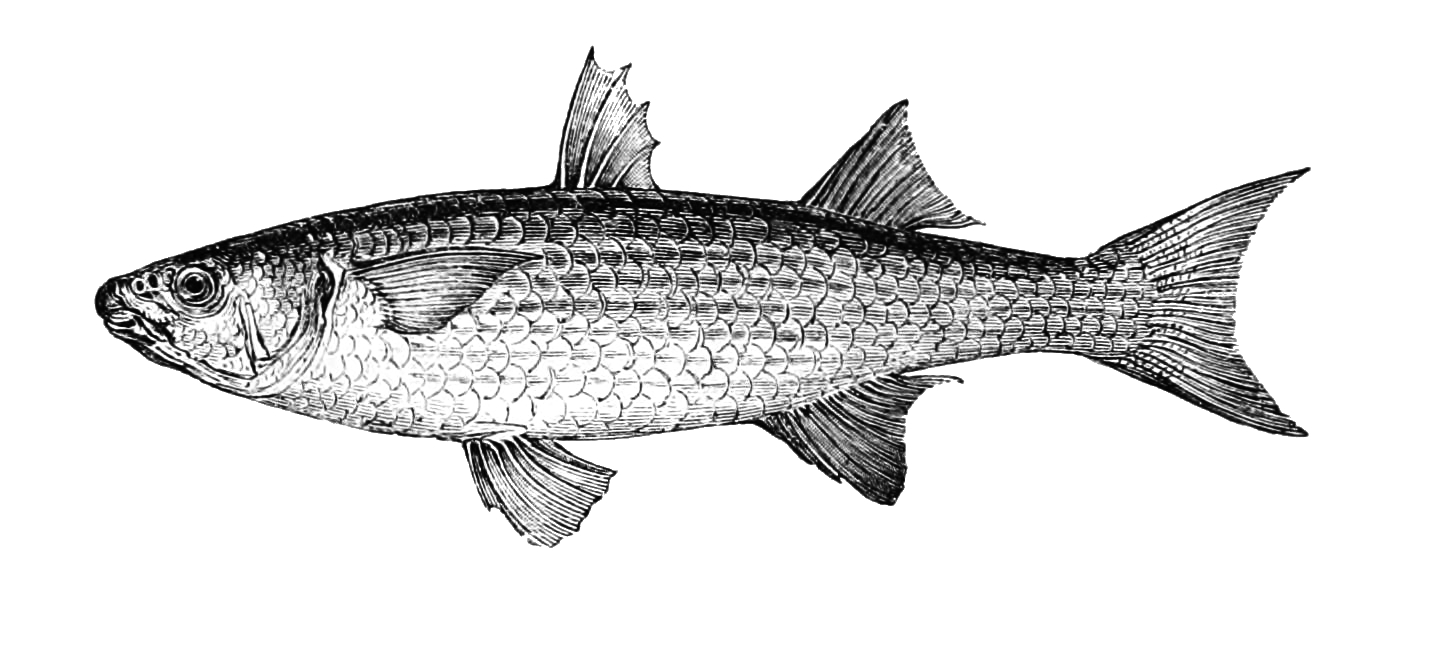
Le dessin du mulet à lèvres épaisses a été confié à Yarrell par Edward Lear.

William Yarrell est un pêcheur passionné et ses séjours dans la côte sud de l'Angleterre comme Brighton, Weymouth et Hastings lui donne accès à des spécimens récents. Il fréquente aussi les marchands de poissons sur les marchés importants de Londres et dispose d'un réseau de contacts pêcheurs-naturalistes, dont huit sont cités en remerciement dans la préface de son livre. Le Cornishman Jonathan Couch lui fournit de nombreux spécimens de poissons du sud-ouest de l'Angleterre. Des confrères des sociétés savantes auxquelles il appartient lui fournissent également des spécimens. Yarrell avait 220 espèces de poissons sous forme de spécimens conservés dans sa collection personnelle maintenant conservée au Natural History Museum. Les poissons sont alors conservés dans de l'alcool de vin, une solution d'éthanol forte, mais en Écosse c'est le whisky qui est utilisé.

## Format

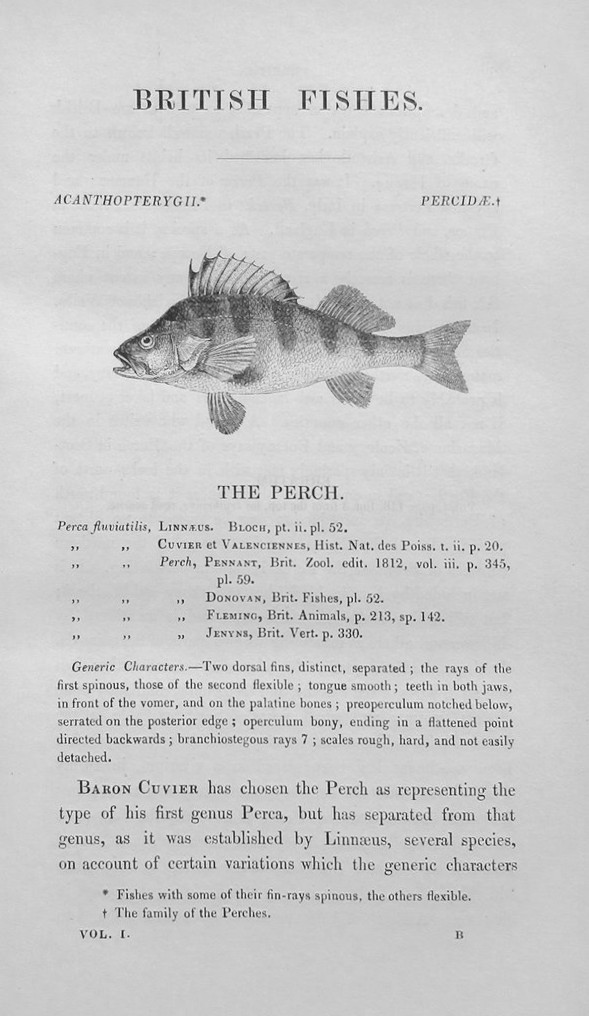
La perche, vol. 1, page 1.

Yarrell, grand admirateur du graveur et ornithologue Thomas Bewick (1753-1828), l'honore en 1830 en baptisant une espèce d'Anatidae Cygnus bewickii, désormais considérée comme une sous-espèce du Cygne siffleur et portant le nom vernaculaire de Cygne de Bewick. Le livre de Bewick, A History of British Birds, publié en deux volumes en 1797 et en 1804, lui vaut une renommée nationale et comme Yarrell possède plusieurs éditions des livres de Bewick, il reprend le même format pour son propre projet sur les poissons. 
La préface du premier volume mentionne les personnes qui ont aidé Yarrell dans son projet. Elle est suivie d'une introduction précisant les caractéristiques générales des poissons (quinze pages dans la première édition) et d'un index alphabétique avant le début des descriptions des espèces. Sans séquence taxonomique établie pour classifier les poissons, Yarrell s'inspire des livres de Cuvier et Valenciennes, en s'appuyant sur les ressemblances anatomiques telles que les nageoires, les dents et les os de la tête pour ordonner les espèces.
Chaque entrée commence par une gravure sur bois de l'espèce, suivie de son nom vernaculaire anglais et de ses noms scientifiques (synonymes), et d'une courte introduction baptisée « Generic Characters » (Caractéristiques générales) listant les principales caractéristiques anatomiques. Le texte principal décrit ensuite le poisson plus en détail, avec une partie historique, les caractéristiques anatomiques intéressantes, ses habitudes en termes de grégarité et de profondeur de l'eau et précise où il peut être trouvé en Grande-Bretagne et en Europe, on y trouve également la formule des nageoires. Yarrell, qui a goûté de nombreux poissons avant de les décrire, ajoute une note sur leur qualité gustative.
Le premier poisson à être décrit est la Perche commune. Cet article, prenant cinq pages, est assez représentatif de l'ouvrage avec des informations anatomiques et géographiques détaillées. C'est ainsi que l'on peut y lire :

« En rivière, le perche préfère les rives des cours d'eau plutôt que suivre le courant ou les rapides et se nourrit indifféremment d'insectes, de vers ou petits poissons. Le perche est remarquable par ses audaces et sa voracité. Mr Jesse nous a dit, qu'en quelques jours, elles venaient sans appréhension capturer les vers qu'il leur tendait entre ses doigts. Les perches sont exposés en permanence dans le marchés des villes catholiques et, lorsqu'elles ne sont pas vendues, retournent dans des bassins où elles ont été capturées le matin, pour être vendues un autre jour. La chair de ces poissons est ferme, blanche, de bonne saveur et facile à digérer. Bien que commune, la perche est l'un de nos plus beaux poissons d'eau douce et, quand les conditions sont bonnes, ses couleurs sont d'une brillance saisissante. »

## Réalisation et publication

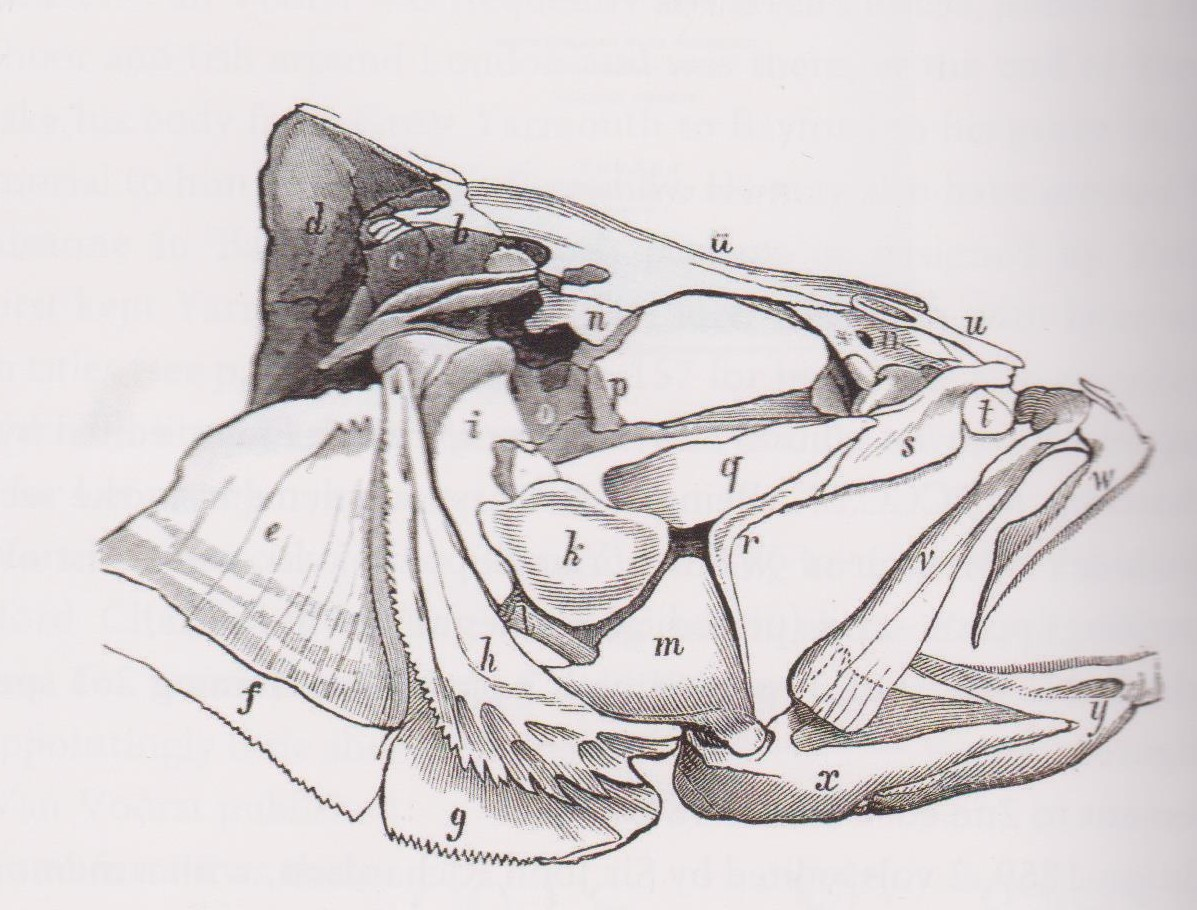
Tête de perche avec tous les os référencés pour une meilleure identification.

Les illustrations de Yarrell sont des gravures sur bois réalisées selon la technique de Bewick avec des blocs en buis gravés à leurs extrémités à l'aide d'un burin en forme de « V ». Les illustrations du livre sur les poissons sont gravées par Alexander Fussell et découpées par John Thompson. Les deux artistes ont également travaillé sur le dernier livre traitant des oiseaux,. Au XIXe siècle apparaît la coloration à la main des planches imprimées, principalement par de jeunes femmes. C'est la partie la plus coûteuse de la production des livres illustrés. Yarrell pourrait éviter cette dépense et les coûts associés à la séparation des illustrations du texte en utilisant des illustrations monochromes et l'impression sur une qualité de papier différente. Comme il pouvait se permettre d'employer Thompson et ses fils, la qualité des illustrations des livres de Yarrell est très élevée. Thompson père remportera plus tard une médaille d'or à l'exposition de Paris de 1855.
William Swainson suggère à Yarrell de produire les illustrations en tirages séparés et de faire colorier pour une vente séparée afin de générer des profits supplémentaires, mais Yarrell refuse. En cause, des problèmes pratiques en ce que les blocs de gravure sur bois sont placés dans les mêmes formes que la typographie pour le texte, en cas de séparation, la demande d'impression supplémentaire userait les blocs de bois, en particulier sans la protection du type métallique surélevé environnant. Yarrell s'est également opposé par principe à ce que les tirages soient vendus séparément. Le livre a été initialement publié en 19 fascicules (parties), chacun au prix de 12,5 p. La dernière partie contient un index.

### Éditions
Trois éditions et trois suppléments sont publiés par John Van Voorst.
- En 1835–1836, deux volumes sont publiés avec 226 espèces décrites et 140 vignettes. Le tome 1 avec 408 pages, le tome 2 avec 472 pages.
- En 1839, un supplément est publié avec 27 espèces supplémentaires. Tome 1, 48 p. Tome 2, 78 p.
- En 1841 est publiée la deuxième édition, toujours en deux volumes où sont décrites 263 espèces avec 500 figures. Tome 1, 464 pages. Tome 2, 628 pages.
- En 1859 est publiée à titre posthume la troisième édition en deux volumes, éditée par l'explorateur et naturaliste Sir John Richardson. Dans cette édition, le texte est précédé d'un texte à la « Mémoire de William Yarrell » comprenant une liste de ses publications. Tome 1, 679 pages. Tome 2, 673 pages.
- En 1860 sort un deuxième supplément à la première édition, édité par Sir John Richardson, ce qui est également le cas de la deuxième édition, 71 pp.

#### Autres publications
En 1839, nombre d'études de Yarrell se présentent en folios allongés repliés. Un trois-pages de 30,5 X 44 cm inséré dans différents ouvrages comme On the Growth of the Salmon in Fresh Water, avec des dessins dans le texte et six illustrations colorées grandeur nature du poisson. En 1854 dans The Sea-Side Book de William Henry Harvey,chapitre 8 intitulé "Marine Fishes", et un article sur l'Aspe dans les Transactions de la Linnean Society of London .

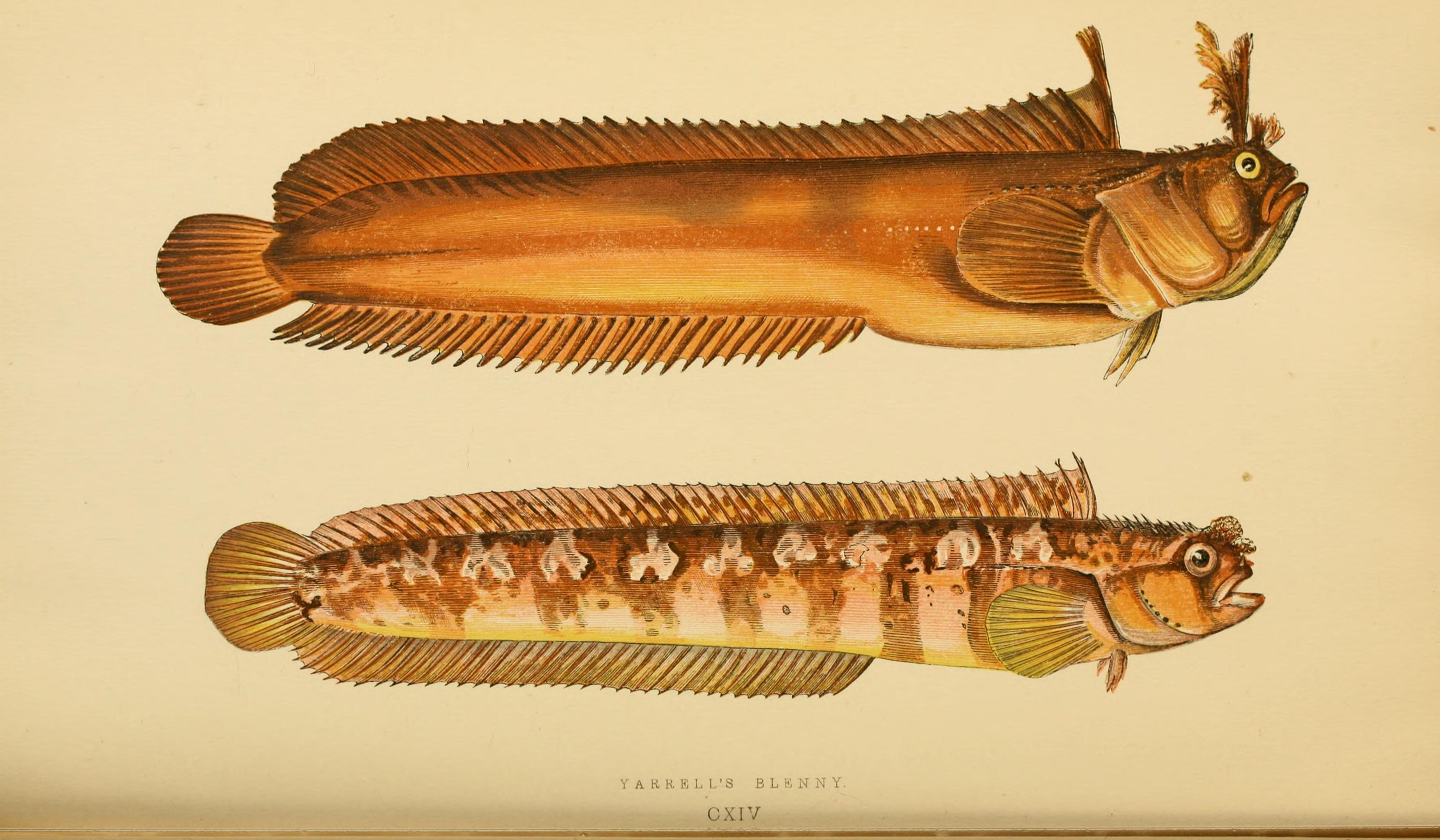
Yarrell's blenny par Jonathan Couch, A History of the Fishes of the British Islands.

Des critiques positives contemporaines de A History of British Fishes sont publiées par The Athenaeum, The Gentleman's Magazine, Leigh Hunt's London Journal, la London Medical Gazette et The Quarterly Review,.
Le Gentleman's Magazine relate :

« … la tâche n'a pas été entreprise pa un plus compétent. L'Histoire et de patientes observations sont enrichis par une science spécialisée. Après hésitation, nous pouvons dire que ce travail est peut-être, le plus parfait de ce type jamais  publié. C'est écrit dans un style clair et satisfaisant, et les illustrations sont de qualité égale ou supérieure à celles de Birds and quadrupeds de Bewick. En effet, nous pensions à peine possible que le poisson peut être représenter parfaitement en gravure sur bois. »

Pour la revue The Quarterly Review  le livre revêt une grande importance qui considère que :

« Ce livre devrait être largement diffusé, pas seulement pour ses mérites scientifiques — ces thèses comme nous l'avons en partie démontré, sont un signal — mais parce que son écriture est populaire et susceptible d'attirer l'attention générale sur un sujet qui devrait être de première importance pour tous ces professeurs qui pourraient en étendre l'usage dans les districts de cette empire. »

 et poursuit avec la notion de pèche intensive du poisson de mer comme remède pour soulager la famine.
Les naturalistes sont enthousiasmés à la réception de l'ouvrage de Yarell. Prideaux John Selby, ornithologue et artiste d'histoire naturelle, très impressionné écrit à Jardine après avoir reçu la première partie. Conquis par les gravures sur bois magnifiquement exécutées et la qualité de l'impression, à la réception de l'ensemble complet, il écrit au même destinataire en qualifiant l'ouvrage de "très beau travail", même si quelques poissons auraient pu être mieux illustrés. Jardine lui-même publie une critique enthousiaste dans sa revue de botanique et de zoologie.
A History of British Fishes et plus tard A History of British Birds connaissent un succès commercial immédiat et deviennent des références jusqu'à la fin du XIXe siècle. Van Voorst pense que la vente de ses deux livres a permis à Yarrell de gagner 4 000 £ ce qui représenterait, en 2022, l'équivalent de 400 000 £ grâce aux deux livres,.